# Distichophyllum telmaphila
Distichophyllum telmaphila är en bladmossart som beskrevs av John William Colenso 1887. Distichophyllum telmaphila ingår i släktet Distichophyllum och familjen Hookeriaceae. Inga underarter finns listade i Catalogue of Life.